# Targi Stomatologiczne Krakdent w Krakowie
Targi Stomatologiczne Krakdent w Krakowie (ang. The International Dental Trade Fair Krakdent in Cracow) – coroczne dedykowane branży dentystycznej wydarzenie targowe organizowane od 1993 r. w Krakowie, a od 1997 przez Targi w Krakowie Sp. z o.o. Targi wpisują się w szeroki program naukowy branży stomatologicznej i medycznej, w ich trakcie wystawcy nawiązują kontakty biznesowe, prowadzą sprzedaż detaliczną i hurtową przyrządów specjalistycznych, akcesoriów i elementów wyposażenia m.in. gabinetów dentystycznych, klinik.
Zakres branżowy: chirurgia, higiena i sterylizacja, implantologia, meble i oświetlenie, narzędzia dentystyczne, narzędzia do techniki dentystycznej, odzież medyczna i produkty ochronne, oprogramowanie, systemy informatyczne, organizacja kursów, szkoleń, ortodoncja, produkty do gabinetów i pracowni techniki dentystycznej, profilaktyka, protetyka, radiologia, środki farmaceutyczne, wydawnictwa branżowe.
Do grona zwiedzających należą: właściciele klinik i gabinetów dentystycznych, przedstawiciele handlowi branży medycznej, technicy dentystyczni, radiolodzy, ortodonci, lekarze dentyści o różnych specjalizacjach, chirurdzy stomatologiczni, higienistki i asystentki stomatologiczne, studenci stomatologii, a także personel pomocniczy.
Targi Stomatologiczne Krakdent gromadzą każdego roku ok. 400 wystawców i 16 000 zwiedzających. W trakcie trwania wydarzenia odbywają się liczne kursy doskonalące, szkolenia, warsztaty praktyczne, prezentacje firm, wykłady, a także Międzynarodowy Kongres Stomatologiczny Dental Spaghetti.